# (92894) Bluford
(92894) Bluford est un astéroïde de la ceinture principale.

## Compléments